# Stammeria helenae
Stammeria helenae är en rundmaskart. Stammeria helenae ingår i släktet Stammeria och familjen Bunonematidae. Inga underarter finns listade i Catalogue of Life.